# Malmö kvinnliga diskussionsklubb
Malmö kvinnliga diskussionsklubb, senare Malmö socialdemokratiska kvinnoklubb (efter 1922), var en förening för arbetarkvinnor i Malmö, grundad 1900 och upplöst 1922. Den var en av de första organisationerna för kvinnor inom den svenska arbetarrörelsen. Den var en del av Malmö arbetarekommun, och hade en kommunikationskanal till tidningen Arbetet.
Den grundades sedan dess föregångare Kvinnliga arbetarklubben upplösts 1892, och flera av dess grundande medlemmar hade varit aktiv i denna. Bland dess ledande medlemmar fanns Elma Danielsson, Maria Wessel, Anna Stenberg, Mathilda Persson och Sigrid Vestdahl. Syftet var enligt stadgarna "att verka för kvinnornas höjande, särskilt i intellektuellt hänseende, samt att sprida politisk och facklig upplysning". Klubben arrangerade fester, soaréer, basarer och föredrag med inträde till förmån för olika ändamål. Bland dess mest debatterade ämnen fanns kvinnlig rösträtt (där åsikterna var delade mellan stöd och åsikten att de flesta kvinnor inte var mogen för den) och nykterhetsrörelsen, som klubben enhälligt stödde. Under hungerdemonstrationerna i Malmö 1917 sände klubben in petitioner för mildare straff för de kvinnor som arresterats. De drev länge utan framgång kampanjer för högre andel kvinnor på kommunala poster i Malmö.   
Den omvandlades till Malmö socialdemokratiska kvinnoklubb år 1922, sedermera känd som S-Kvinnor Malmö.